# Leonard Robertson
Leonard Robertson, född den 10 oktober 1950, är en brittisk roddare.
Han tog OS-silver i åtta utan styrman i samband med de olympiska roddtävlingarna 1976 i Montréal.